# Congo nos Jogos Olímpicos de Verão da Juventude de 2010
O Congo participou dos Jogos Olímpicos de Verão da Juventude de 2010 em Cingapura. Cada um dos quatro atletas de sua delegação competiu em um esporte.

## Atletismo
| Evento         | Atleta                     | Qualificação | Qualificação | Final     | Final        |
| Evento         | Atleta                     | Resultado    | Posição      | Resultado | Posição      |
| -------------- | -------------------------- | ------------ | ------------ | --------- | ------------ |
| 100 m feminino | Merveille Mezame-Egeindita | 13.11        | 22º (6º q2)  | 13.10     | 6º (Final C) |

## Lutas
| Atleta        | Evento                    | Preliminares       | Preliminares           | Preliminares             | Preliminares                | Preliminares             | Preliminares | Disputa do 9º lugar | Pos. final |
| Atleta        | Evento                    | 1ª rodada          | 2ª rodada              | 3ª rodada                | 4ª rodada                   | 5ª rodada                | Pos.         | Oponente Resultado  | Pos. final |
| Atleta        | Evento                    | Oponente Resultado | Oponente Resultado     | Oponente Resultado       | Oponente Resultado          | Oponente Resultado       | Pos.         | Oponente Resultado  | Pos. final |
| ------------- | ------------------------- | ------------------ | ---------------------- | ------------------------ | --------------------------- | ------------------------ | ------------ | ------------------- | ---------- |
| Prince Mbambi | Livre até 54 kg masculino | Folga              | TUN Maher Ghanmi D 1-3 | JPN Yuki Takahashi D 0-4 | TUR Mehmet Ali Daylak D 0-4 | DOM Jeffry Serrata D 0-3 | 5º           | Sem oponente        | 9º         |

## Taekwondo
| Evento              | Atleta           | 1ª rodada                       | Quartas-de-final | Semifinais  | Final       | Pos. final |
| ------------------- | ---------------- | ------------------------------- | ---------------- | ----------- | ----------- | ---------- |
| Até 55 kg masculino | Thierry Mabounda | MYA Naing Dwe Shein Shein D 4-5 | Não avançou      | Não avançou | Não avançou | 9º         |

## Tênis de mesa
| Atleta             | Evento           | 1ª fase | 1ª fase | 1ª fase | 2ª fase consolação | 2ª fase consolação                                                                               | 2ª fase consolação | Pos. final |
| Atleta             | Evento           | Grupo   | Confrontos | Pos.    | Grupo              | Confrontos                                                                                       | Pos.               | Pos. final |
| ------------------ | ---------------- | ------- | --- | ------- | ------------------ | ------------------------------------------------------------------------------------------------ | ------------------ | ---------- |
| Jolie Mafuta Ivoso | Simples feminino | B       | MDA Olga Bliznet D 0-3 (3-15, 6-11, 3-11) FRA Celine Pang D 0-3 (3-11, 9-11, 2-11) KOR Ha Eun Yang D 0-3 (2-11, 4-11, 4-11) | 4º      | EE                 | IND Mallika Bhandarkar D 0-3 (4-11, 6-11, 2-11) HUN Mercedes Nagyvaradi D 0-3 (3-11, 2-11, 8-11) | 5º                 | --         |

| Atleta                                                      | Evento         | 1ª fase | 1ª fase                                                                                      | 1ª fase | Torneio de consolação               | Torneio de consolação | Pos. final |
| Atleta                                                      | Evento         | Grupo   | Confrontos                                                                                   | Pos.    | 1ª rodada                           | 2ª rodada             | Pos. final |
| ----------------------------------------------------------- | -------------- | ------- | -------------------------------------------------------------------------------------------- | ------- | ----------------------------------- | --------------------- | ---------- |
| Jolie Mafuta Ivoso e MRI Warren Li Kam Wa (Equipe África 2) | Equipes mistas | B       | Europa 3 D 0-3 (0-3, 0-3, 1-3) Europa 1 D 0-3 (0-3, 1-3, 0-3) Europa 4 D 0-3 (0-3, 0-3, 0-3) | 4º      | Intercontinental 2 D 0-2 (0-3, 0-3) | Não avançou           | 25º        |